# Justicia candicans
Justicia candicans là một loài thực vật có hoa trong họ Ô rô. Loài này được (Nees) L.D.Benson mô tả khoa học đầu tiên năm 1981.